# ГЕС Електра
ГЕС Електра — гідроелектростанція у штаті Каліфорнія (Сполучені Штати Америки). Знаходячись між ГЕС Вест-Пойнт (14,1 МВт, вище по течії) та ГЕС Pardee (23,6 МВт), входить до складу каскаду у сточищі річки Mokelumne, котра дренує західний схил гір Сьєрра-Невада та впадає праворуч до Сан-Хоакін незадовго до устя останньої у затоці Сан-Франциско.
Вода, відпрацьована на попередній станції каскаду, а також ресурс, захоплений із North Fork Mokelumne (правий витік Mokelumne) за допомогою греблі Електра висотою 8 метрів та довжиною 57 метрів, потрапляють до дериваційного тунелю. Останній має довжину 13,1 км, перетин 4,7х4 метра та прямує по правобережжю North Fork Mokelumne, а потім і власне Mokelumne. Він завершується у резервуарі Lake Tabeaud, створеному ще в 1901 році на струмку зі сточища Джексон-Крік (впадає ліворуч до Драй-Крік, великої правої притоки Mokelumne) за допомогою земляної греблі висотою 37 метрів та довжиною 121 метр, яка потребувала 283 тис. м3 матеріалу.
Із Lake Tabeaud ресурс може спрямовуватись до системи водопостачання або подаватись на введену в експлуатацію у 1948 році електростанцію Електра, машинний зал якої розташований на правому березі Mokelumne. Сюди від сховища прокладено тунель довжиною 0,8 км з перетином 3,7х3,7 метра, котрий переходить у напірний водовід довжиною 1 км.
Основне обладнання станції становлять три турбіни типу Пелтон загальною потужністю 99 МВт. Гідроагрегати використовують напір у 381 метр та в 2017 році забезпечили виробітку 440 млн кВт-год електроенергії.
Відпрацьована вода потрапляє у нижній балансувальний резервуар, створений на Mokelumne за допомогою греблі висотою 11 метрів та довжиною 97 метрів.
Видача продукції відбувається по ЛЕП, розрахованій на роботу під напругою 230 кВ.